# Melis Alphan
Melis Alphan (İzmir, 1978) és una periodista i escriptora turca, i una defensora dels drets de la dona. Ha treballat en diaris prominents de Turquia com ara Hürriyet i Cumhuriyet. Tot i que va començar la seva carrera de periodista com a corresponsal de moda, després es dedicà a escriure sobre el medi ambient, els problemes dels obrers i la situació i drets de les dones i les noies. Ha rebut diversos premis turcs de periodisme.
Ha publicat dos llibres:
- "Peki Konuşalım" (Okey, Parlem)

- "Moda Moda Dedikleri" ("Allò que en diuen moda").[7]